# Nitritpeak
Unter dem Nitritpeak versteht man in der Aquaristik und in der Teichwirtschaft ein zeitliches Maximum der Konzentration von Nitrit im Wasser. In Aquarien tritt er oft auf, kurz nachdem sie neu eingerichtet wurden oder bei deutlicher Erhöhung der Besatzdichte. In Fischteichen ist er meist die Folge der Zersetzung von zusammengebrochenen Algenpopulationen. Er stellt ein dynamisches Übergangsstadium der Nitrifikation dar.
Ein neu eingerichtetes Aquarium befindet sich fernab eines biologischen Gleichgewichtes: Die Konzentration an im Wasser gelösten Stoffen ändert sich deutlich innerhalb von Tagen, und Bakterienpopulationen beginnen sich auf den Oberflächen als Biofilm zu etablieren. So steigt in der Regel zunächst die Konzentration von Ammonium-Ionen bzw. Ammoniak im Wasser an, welches als Endprodukt des Stickstoff-Metabolismus von Fischen von diesen über die Kiemen ausgeschieden wird. Ferner ist es ein Zersetzungsprodukt von Eiweißen aus Futterresten oder abgestorbenen Algen. Dieses Ammonium dient Bakterien der Gattung Nitrosomonas als Nährstoff, die sich aufgrund des reichlich vorhandenen Ammoniums relativ schnell und stark vermehren und Ammonium zu Nitrit oxidieren, welches sich im Wasser anreichert. Das jetzt reichlich vorhandene Nitrit dient Bakterien der Gattung Nitrobacter als Nährstoff, die es zu Nitrat weiter oxidieren. Diese Bakterien vermehren sich jedoch relativ langsam, sodass zunächst die Nitritkonzentration weiter ansteigt. Dabei kann die Nitritkonzentration vorübergehend auf hohe, für Wasserlebewesen toxische Werte ansteigen, bevor es durch das Nachwachsen der Nitrobacter-Population zum Nitrat oxidiert wird. Nitrat wirkt, im Vergleich zu Nitrit, für Wasserbewohner erst bei sehr hohen Konzentrationen von mehreren g/l schädlich. Sobald beide Bakterienpopulationen etabliert sind, wird neu entstehendes Ammonium praktisch umgehend zu Nitrat verarbeitet, ohne dass eine nennenswerte Konzentration an Nitrit zu beobachten ist.
Dieses Konzentrationsmaximum (engl. „Peak“ für „Berggipfel“) des Nitrits tritt in Aquarien meistens zwischen der zweiten und sechsten Woche nach Laufbeginn auf und hält ungefähr eine Woche an. Je nach der Besatzdichte, Art und Menge des Futters, pH-Wert des Wassers, Menge der Pflanzen, Impfen mit Bakterienpopulationen etc. können sowohl die Zeiträume als auch die erreichten Nitrit-Werte sehr unterschiedlich sein. Nach einigen Tagen bis Wochen haben sich die Bakterienpopulationen den (geänderten) Bedingungen angepasst und sorgen für eine rasche Umsetzung des Ammoniums über Nitrit zu Nitrat, das die Pflanzen zum Wachstum teilweise aufnehmen, sich aber meist im Wasser stetig anreichert. Dieses Nitrat wird zusammen mit weiteren Stoffen, die sich im Aquarienwasser mit der Zeit anreichern, durch gelegentliche Teilwasserwechsel mit nitratarmem Wasser (Leitungswasser, Regenwasser) entfernt.
Wegen eines möglichen Auftretens des Nitritpeaks sollte auch in lange eingefahrenen Aquarien die Besatzdichte an Fischen nur vorsichtig erhöht werden. Durch Impfbakterien aus eingelaufenen Aquarien kann die Nitrifikation in neu eingerichteten Aquarien rascher etabliert werden. Anwender berichten über unterschiedliche Erfahrungen mit entsprechenden „Starterbakterien“ aus dem Fachhandel. Das mag damit zusammenhängen, dass vor dem Fischbesatz hinzugegebene Nitrobacter noch keine Lebensgrundlage finden, verschwinden und somit wirkungslos bleiben. Es empfiehlt sich daher, die Nitritkonzentration in den ersten Wochen nach einem Neubesatz mit Hilfe eines entsprechenden Analyse-Sets am besten täglich zu beobachten und bei kritischen Konzentrationen (genannt werden für viele Spezies 0,5 mg/l) Teilwasserwechsel vorzunehmen, um unter dieser Marke zu bleiben. Um das Bakterienwachstum nicht zu behindern, sollten in dieser Phase Beckenboden und Filter ungestört bleiben.
Bei einer gefährlich hohen Nitritkonzentration, die möglicherweise schon zum Absterben von Fischen geführt hat, empfiehlt sich neben einem großen Teilwasserwechsel auch der Einsatz entsprechender Chemikalien aus dem Aquaristik-Fachhandel zur schnellen Abhilfe. Anschließend folgt das Beimpfen mit Nitrobacter, zum Beispiel durch das Einbringen von länger benutztem Filtermaterial aus einem anderen Aquarium in den Filter des betroffenen Beckens, oder mit Bakterien aus dem Fachhandel. In den darauffolgenden Tagen sollte die Nitritkonzentration sorgfältig beobachtet und notfalls die Prozedur wiederholt werden.